# Allan Balmain
Allan Balmain FRS es un profesor distinguido de Genética del Cáncer en la Universidad de California, San Francisco (UCSF).

## Educación
Se educó en la Universidad de Glasgow donde obtuvo un bachelor de grado de Ciencia en Química en 1966, seguido por un PhD en la química orgánica de terpenoides en 1969.

## Premios y honores
Fue elegido miembro de la Sociedad Real (FRS) en 2015. Su certificado de elección lee: 
Balmain fue también elegido Socio de la Sociedad Real de Edimburgo (FRSE) en 1995.